# Сінгапур на літніх Олімпійських іграх 1992
На XXV літніх Олімпійських іграх, що проходили в Барселоні у 1992 році, Сінгапур був представлений 14 спортсменами (11 чоловіками та 3 жінками) у шести видах спорту — плавання, стрільба, вітрильний спорт, бадмінтон, дзюдо та фехтування.
Сінгапур вдесяте взяв участь у літніх Олімпійських іграх. Країна не завоювала жодної медалі.

## Бадмінтон
|                    | Дисципліна       | Спортсмен                   | Раунд 1                    | Раунд 2                                 | Раунд 3            | Чвертьфінал        | Півфінал           | Фінал              | Фінал |
| Суперник Результат | Дисципліна       | Спортсмен                   | Суперник Результат         | Суперник Результат                      | Суперник Результат | Суперник Результат | Суперник Результат | Місце              |       |
| ------------------ | ---------------- | --------------------------- | -------------------------- | --------------------------------------- | ------------------ | ------------------ | ------------------ | ------------------ | ----- |
| Жінки              | одиночний розряд | Заріна Абдулла              | Віолетта Вільк (POL) W 2–0 | Міцуї Гісако (JPN) L 0–2                | завершила змагання | завершила змагання | завершила змагання | завершила змагання | 17    |
| Чоловіки           | парний розряд    | Абдул Гамід Хан, Дональд Ко |                            | Ян Паульсен, Генрик Сваррер (DEN) L 0–2 | завершили змагання | завершили змагання | завершили змагання | завершили змагання | 17    |

## Вітрильний спорт
| Спортсмен              | Клас           | Заплив | Заплив | Заплив | Заплив | Заплив | Заплив | Заплив | Сума балів | Місце |
| Спортсмен              | Клас           | 1      | 2      | 3      | 4      | 5      | 6      | 7      | Сума балів | Місце |
| ---------------------- | -------------- | ------ | ------ | ------ | ------ | ------ | ------ | ------ | ---------- | ----- |
| Джозеф Чан Сію Шау Гер | 470 (чоловіки) | 24     | 30     | DSQ    | 35     | 11     | 20     | 36     | 192        | 34    |

## Дзюдо
Чоловіки
| Спортсмен | Категорія   | 1/16                       | 1/8                | Чвертьфінал        | Півфінал           | Фінал              | Фінал |
| Спортсмен | Категорія   | Суперник Результат         | Суперник Результат | Суперник Результат | Суперник Результат | Суперник Результат | Місце |
| --------- | ----------- | -------------------------- | ------------------ | ------------------ | ------------------ | ------------------ | ----- |
| Го Єн Чей | понад 95 кг | Стефано Вентуреллі (ITA) L | завершив змагання  | завершив змагання  | завершив змагання  | завершив змагання  | 21    |

## Плавання
|          | Спортсмен    | Дисципліна                  | Раунд              | Час     | Місце у запливі | Загальне місце | Прим.         |
| -------- | ------------ | --------------------------- | ------------------ | ------- | --------------- | -------------- | ------------- |
| Чоловіки | Дезмонд Ко   | 200 м брасом                | Відбірковий заплив | 2:21.87 | 3               | 32             | не пройшов    |
| Чоловіки | Дезмонд Ко   | 200 м комплексним плаванням | Відбірковий заплив | 2:07.16 | 5               | 31             | не пройшов    |
| Чоловіки | Дезмонд Ко   | 400 м комплексним плаванням | Відбірковий заплив | 4:28.95 | 1               | 21             | не пройшов NR |
| Чоловіки | Гарі Тан     | 200 м на спині              | Відбірковий заплив | 2:11.36 | 1               | 38             | не пройшов    |
| Чоловіки | Гарі Тан     | 100 м батерфляєм            | Відбірковий заплив | 58.21   | 4               | 51             | не пройшов    |
| Чоловіки | Гарі Тан     | 200 м батерфляєм            | Відбірковий заплив | 2:06.41 | 2               | 37             | не пройшов    |
| Чоловіки | Гарі Тан     | 200 м комплексним плаванням | Відбірковий заплив | 2:11.14 | 5               | 40             | не пройшов    |
| Чоловіки | Кеннет Єо    | 50 м вільним стилем         | Відбірковий заплив | 25.29   | 6               | 56             | не пройшов    |
| Чоловіки | Кеннет Єо    | 100 м вільним стилем        | Відбірковий заплив | 54.44   | 6               | 56             | не пройшов    |
| Чоловіки | Кеннет Єо    | 200 м вільним стилем        | Відбірковий заплив | 1:57.80 | 3               | 39             | не пройшов    |
| Чоловіки | Кеннет Єо    | 400 м вільним стилем        | Відбірковий заплив | 4:13.45 | 8               | 43             | не пройшов    |
| Жінки    | Май Уї       | 50 м вільним стилем         | Відбірковий заплив | 28.77   | 6               | 46             | не пройшла    |
| Жінки    | Май Уї       | 200 м вільним стилем        | Відбірковий заплив | 2:13.20 | 7               | 36             | не пройшла    |
| Жінки    | Май Уї       | 400 м вільним стилем        | Відбірковий заплив | 4:37.7  | 4               | 32             | не пройшла    |
| Жінки    | Май Уї       | 100 м батерфляєм            | Відбірковий заплив | 1:04.14 | 2               | 34             | не пройшла    |
| Жінки    | Май Уї       | 200 м батерфляєм            | Відбірковий заплив | 2:26.97 | 5               | 32             | не пройшла    |
| Жінки    | Май Уї       | 200 м комплексним плаванням | Відбірковий заплив | 2:27.62 | 7               | 36             | не пройшла    |
| Жінки    | Май Уї       | 400 м комплексним плаванням | Відбірковий заплив | 5:08.19 | 7               | 30             | не пройшла    |
| Жінки    | Джостелін Єо | 50 м вільним стилем         | Відбірковий заплив | 27.36   | 1               | 34             | не пройшла    |
| Жінки    | Джостелін Єо | 100 м вільним стилем        | Відбірковий заплив | 58.93   | 1               | 33             | не пройшла    |
| Жінки    | Джостелін Єо | 200 м вільним стилем        | Відбірковий заплив | 2:07.09 | 4               | 28             | не пройшла    |
| Жінки    | Джостелін Єо | 400 м вільним стилем        | Відбірковий заплив | 4:29.76 | 2               | 28             | не пройшла    |
| Жінки    | Джостелін Єо | 100 м батерфляєм            | Відбірковий заплив | 1:03.82 | 1               | 31             | не пройшла    |
| Жінки    | Джостелін Єо | 200 м комплексним плаванням | Відбірковий заплив | 2:25.32 | 5               | 33             | не пройшла    |

## Стрільба
| Спортсмен     | Дисципліна | Кваліфікація | Кваліфікація | Півфінал          | Півфінал          | Фінал             | Фінал             |
| Спортсмен     | Дисципліна | Бали         | Місце        | Бали              | Місце             | Бали              | Місце             |
| ------------- | ---------- | ------------ | ------------ | ----------------- | ----------------- | ----------------- | ----------------- |
| Ченг Сенг Мок | трап       | 134          | 48           | завершив змагання | завершив змагання | завершив змагання | завершив змагання |

## Фехтування
Чоловіки
| Дисципліна           | Спортсмен   | Раунд 1                        | Раунд 1                   | Раунд 1                    | Раунд 1                      | Раунд 1                         | Раунд 1                    | Раунд 1       | Раунд 2                       | Рейтинговий поєдинок 1 | Рейтинговий поєдинок 2 | Місце |
| Дисципліна           | Спортсмен   | Суперник Результат             | Суперник Результат        | Суперник Результат         | Суперник Результат           | Суперник Результат              | Суперник Результат         | Місце у групі | Суперник Результат            | Суперник Результат     | Суперник Результат     |       |
| -------------------- | ----------- | ------------------------------ | ------------------------- | -------------------------- | ---------------------------- | ------------------------------- | -------------------------- | ------------- | ----------------------------- | ---------------------- | ---------------------- | ----- |
| індивідуальна рапіра | Рональд Тан | Волтер Торрес (PHI) L 1–5      | Кім Йонг-Хо (KOR) L 2–5   | Майк Маркс (USA) L 1–5     | Торстен Вайднер (GER) L 2–5  | В'ячеслав Григор'єв (EUN) L 1–5 | Є Чун (CHN) L 1–5          | 7             | не пройшов                    | не пройшов             | не пройшов             | 58    |
| індивідуальна рапіра | Джеймс Вонг | Ензо да Понте (PAR) L 4–5      | Нік Бравін (USA) L 1–5    | Анатоль Ріхтер (AUT) L 2–5 | Удо Вагнер (GER) L 3–5       | Джонатан Девіс (GBR) L 2–5      | Солт Ерзек (HUN) L 3–5     | 7             | не пройшов                    | не пройшов             | не пройшов             | 57    |
| індивідуальна шпага  | Рональд Тан | Вітольд Гадомський (POL) W 5–4 | Джон Норміл (USA) L 0–5   | Цзян Тай-Сок (KOR) L 1–5   | Роберт Девідсон (AUS) L 1–5  | Кайдо Кааберма (EST) L 3–5      | Іван Ковач (HUN) L 1–5     | 7             | не пройшов                    | не пройшов             | не пройшов             | 65    |
| індивідуальна шпага  | Джеймс Вонг | Руй Фражао (POR) L 1–5         | Віктор Зуйков (EST) W 5–3 | Павло Колобков (EUN) W 5–2 | Рафаель ді Телла (ARG) L 4–5 | Арнд Шмітт (GER) L 1–5          | Томас Лундблад (SWE) L 2–5 | 6             | Мавріціо Рандаццо (ITA) L 0–2 | не пройшов             | не пройшов             | 50    |